# 戰力外搜查官
《戰力外搜查官》是日本電視台於2014年1月11日開始播出的日本電視台週六連續劇，主演為武井咲。

## 演員陣容

### 主要人物
- 海月千波：武井咲（童年：松本來夢）（香港配音：張頌欣）
- 設樂恭介：TAKAHIRO（香港配音：麥皓豐）

### 警視廳

#### 刑事部搜查第一課第十八係
- 川萩剛：八嶋智人（日语：八嶋智人）（香港配音：招世亮）
- 大友洋：德重聰（日语：徳重聡）（香港配音：李錦綸）
- 森山薰：濱田麻里（日语：濱田マリ）（香港配音：謝潔貞）
- 北里亮介：野間口徹（日语：野間口徹）（香港配音：劉昭文）
- 雙葉大介：木下隆行（日语：木下隆行）（香港配音：葉振聲）
- 關川直樹：涉谷謙人（日语：渋谷謙人）（香港配音：關令翹）

#### 警察相關人士
- 中西文彦：手塚通（日语：手塚とおる）（香港配音：馮錦堂）
- 田淵亞利砂：水澤惠麗奈（香港配音：廖杏茵）
- 井上信光：小籔千豐（香港配音：蕭徽勇）
- 小早川安博：佐野史郎（26歳：町田啓太）（香港配音：盧國權；26歳：巫哲棋）
- 越前憲正：柄本明（香港配音：黃子敬）

### 海月家
- 海月健夫：伊吹吾郎（香港配音：陳永信）
- 海月桃子：YOU（日语：YOU (タレント)）（香港配音：許盈）

### 虛心館
- 金城新十郎：關根勤（香港配音：潘文柏）
- 金城志美：北川弘美（香港配音：李潤知）
- 二之宮梨奈：庵原涼香（日语：庵原涼香）（香港配音：何寶珊）
- 小室拓海：橋本智哉（日语：橋本智哉）（香港配音：雷碧娜）
- 阿部祐太：矢部光祐（日语：矢部光祐）（香港配音：林丹鳳）

### 客串演出

#### 第1話
- 伊賀和夫：六平直政（日语：六平直政）（香港配音：譚炳文）
- 黑木勝：大高洋夫（日语：大高洋夫）（香港配音：朱子聰）
- 小澤道雄：飛田光里（日语：飛田光里）（香港配音：陸惠玲）
- 杉浦哲人：上田晟人（香港配音：謝潔貞）
- 山下達也：豐友大
- 牧野：青木海翔
- 安藤：谷山毅（日语：谷山毅）

#### 第2話
- 赤瀨源一：大河內浩（日语：大河内浩）（香港配音：張炳強）
- 赤瀨隆一郎：窪塚俊介（日语：窪塚俊介）（香港配音：黃啟昌）
- 吉村春美：小林樹奈子（日语：小林きな子）（香港配音：陸惠玲）
- 平野有里：村瀨葵（香港配音：何晶晶）
- 牧浦美奈子：由夏（日语：由夏）（香港配音：曾佩儀）
- 牧浦光：馬場玲乃
- 穿制服的警官：山崎畫大（日语：山崎画大）（3話～5話）（香港配音：陳欣）

#### 第3話
- 櫻庭貴光：水橋研二（日语：水橋研二）（香港配音：李安邦）
- 高山司：中村公隆（香港配音：劉奕希）
- 福山淳：佐藤崇史

#### 第4話
- 邊見勝久：河原佐武（香港配音：張炳強）
- 青井明雄：夕輝壽太（香港配音：梁偉德）
- 津久田啓介：濱田道彥（日语：浜田道彦）（香港配音：馮志輝）
- 邊見真知子：奧田由美（香港配音：袁淑珍）

#### 第5話
- 榊新星：渡邊邦斗（日语：渡辺邦斗）（香港配音：李凱傑）
- 木場英治：安井順平（日语：安井順平）（香港配音：蘇強文）
- 園田義之：中山祐一朗（日语：中山祐一朗）（香港配音：張錦江）
- 唐澤正明：阿部亮平（日语：阿部亮平 (俳優)）（香港配音：劉奕希）
- 平山：山上賢治（日语：山上賢治）（香港配音：林國雄）
- 風間利夫：中薗光博
- 川萩健太：安達大輝（最終話）（香港配音：黃淑芬）

#### 第6話
- 三田山雅代：施繪里（香港配音：蔡惠萍）
- 玉置優：三宅弘城（日语：三宅弘城）（香港配音：張錦江）
- 佐渡博雅：佐野圭亮（日语：佐野圭亮）（香港配音：鄧志堅）
- 高村芳樹：大谷亮介（日语：大谷亮介）（香港配音：譚炳文）
- 高村櫻子：岩橋道子（日语：岩橋道子）（香港配音：朱妙蘭）

#### 第7話
- 北里須惠子：水前寺清子（香港配音：袁淑珍）
- 高木恭洋：住田隆（日语：住田隆）（香港配音：馮志輝）
- 佐藤茜：志村玲那（日语：志村玲那）（香港配音：葉曉欣）
- 屋鋪真貴：兒玉貴志（日语：児玉貴志）（香港配音：蘇強文）
- 須藤玄：三浦孝太（日语：三浦孝太）

#### 第8話
- 武藤高志：村杉蟬之介（日语：村杉蝉之介）（香港配音：陳廷軒）
- 奈緒美：中村綾（香港配音：黃玉娟）
- 健吾：川上奏龍（最終話）（香港配音：陳琴雲）

#### 第9話
- MC：伊津野亮（日语：伊津野亮）（香港配音：蘇強文）
- 宮崎克夫：小倉輝一

#### 最終話
- 安川真紀：銀粉蝶（日语：銀粉蝶）（香港配音：雷碧娜）
- 夏野萌果：宮崎香蓮（日语：宮﨑香蓮）（香港配音：何寶珊）
- 朝霧悅子：長野里美（日语：長野里美）（香港配音：陸惠玲）
- 夏野浩太郎：增田英彥（日语：増田英彦）（香港配音：蘇強文）
- 原口聰：吉田智則（日语：吉田智則 (俳優)）（香港配音：梁偉德）
- 岩田和也：師岡廣明（香港配音：鄧志堅）
- 宇田川充：加納幸和（日语：加納幸和）（香港配音：蘇強文）
- 古河：伊藤正之（日语：伊藤正之）（香港配音：朱子聰）
- 秋澤勝治：岡田正典（日语：岡田正典）（香港配音：譚炳文）
- 杉田裕治：渡邊芳博（香港配音：黃啟昌）
- 平林沙繪：三本采香（香港配音：羅孔柔）

## 工作人員
- 原作：似鳥雞 （河出文庫）、（河出書房新社）
- 劇本：鴻上尚史、關惠里香
- 音樂：小西康陽
- 導演：中島悟、初山恭洋（K Factory）、西野真貴
- 主題曲：EXILE TAKAHIRO「Love Story」（rhythm ZONE）
- 開場音樂作曲：黛敏郎「體育進行曲」（スポーツ行進曲）
- 助理導演：阿部雅和、瀨古裕樹、海上綾、小室直子
- 音響設計：石井和之
- 動作協調員：FC計劃
- 特殊造形：梅澤壯一
- 警察監修：倉科孝靖
- 警察顧問：五頭田健
- 猜謎監修：日高大介、永井孝裕
- 法律監修：石井誠一郎
- 計劃協助：古賀誠一
- 總製作人：伊藤響
- 製作人：次屋尚、大塚英治（K Factory）
- 協助製作人：吉川惠美子
- 助理製作人：岡宅真由美、保坂昭一
- 製作協助：K Factory
- 製作著作：日本電視台

## 收视率
| 集數                                                          | 播出日        | 副標題 | 劇本     | 導演     | 收視率 |
| ------------------------------------------------------------- | ------------- | ------ | -------- | -------- | ------ |
| 第1集                                                         | 2014年1月11日 |        | 鴻上尚史 | 中島悟   | 13.3%  |
| 第2集                                                         | 2014年1月18日 |        | 鴻上尚史 | 中島悟   | 13.1%  |
| 第3集                                                         | 2014年1月25日 |        | 鴻上尚史 | 初山恭洋 | 11.1%  |
| 第4集                                                         | 2014年2月1日  |        | 鴻上尚史 | 初山恭洋 | 11.7%  |
| 第5集                                                         | 2014年2月8日  |        | 關惠里香 | 中島悟   | 11.6%  |
| 第6集                                                         | 2014年2月15日 |        | 鴻上尚史 | 初山恭洋 | 10.5%  |
| 第7集                                                         | 2014年2月22日 |        | 關惠里香 | 中島悟   | 12.1%  |
| 第8集                                                         | 2014年3月1日  |        | 鴻上尚史 | 西野真貴 | 09.1%  |
| 第9集                                                         | 2014年3月8日  |        | 關惠里香 | 初山恭洋 | 09.1%  |
| 第10集                                                        | 2014年3月15日 |        | 鴻上尚史 | 中島悟   | 10.7%  |
| 平均收視率：11.2%（收視率來自Video Research對關東地區的調查） |               |        |          |          |        |

- 第1集播映時間延長15分鐘（日本時間 21:00 - 22:09）。
- 第10集播映時間延長60分鐘（日本時間 21:00 - 22:54）。

## 外部連結
- 戰力外搜查官 - 日本電視台官方網站 （页面存档备份，存于）（日語）
- 咪阻MADAM - 香港無綫電視官方網站 （页面存档备份，存于）（繁體中文）

| 日本電視台 週六連續劇                       | 日本電視台 週六連續劇                         | 日本電視台 週六連續劇 |
| ------------------------------------------- | --------------------------------------------- | --------------------- |
|                                             | 戰力外搜查官 （2014.01.11 － 2014.03.15）     |                       |
| 東京下町古書店 （2013.10.12 － 2013.12.14） | 即使弱小也能取勝 （2014.04.12 － 2014.06.21） |                       |

| 香港 無綫電視J2 星期日 09:00 - 10:00及22:35 - 23:35 7月5日 09:00 - 10:15及22:35 - 23:45 8月9日 09:00 - 10:00及22:45 - 23:45 | 香港 無綫電視J2 星期日 09:00 - 10:00及22:35 - 23:35 7月5日 09:00 - 10:15及22:35 - 23:45 8月9日 09:00 - 10:00及22:45 - 23:45 | 香港 無綫電視J2 星期日 09:00 - 10:00及22:35 - 23:35 7月5日 09:00 - 10:15及22:35 - 23:45 8月9日 09:00 - 10:00及22:45 - 23:45 |
| --- | --- | --- |
| | 咪阻MADAM （2015.07.05 - 2015.09.13）                                                                                       | |
| 特務女管家 （2015.06.21 - 2015.06.28）                                                                                      | 花咲舞不會沈默 （2015.09.20 - 2015.11.22）                                                                                  | |